# Henry Slesser
Herman Henry Slesser , (né Schloesser ; 12 juillet 1883 - 3 décembre 1979) est un avocat anglais et homme politique du parti travailliste britannique qui est solliciteur général et lord juge d'appel.
Il est né à Londres, fils d'un marchand de cuir et d'un pianiste concertiste. Il change son nom de Schloesser en Slesser en 1914, préférant la forme anglicisée lorsque la Grande-Bretagne entre en guerre avec l'Allemagne.
Il est connu pour être l'un des plus grands défenseurs du Distributionnisme au sein du gouvernement, s'opposant à la fois au capitalisme non réglementé et au socialisme traditionnel tout en plaidant en faveur d'une économie plus mixte avec un capital plus répandu parmi les citoyens. Il contribue à faire avancer les intérêts de la Distributist League jusqu'à ce qu'il quitte la Chambre des communes .

## Biographie
Né le 12 juillet 1883 à Londres, en Angleterre, il est le deuxième fils d'Ernest Theodore Schloesser (Slesser) (1835-1929), marchand de cuir de Francfort, et d'Anna Gella Seligmann, pianiste de concert. Après un apprentissage en génie ferroviaire, sa santé se dégrade, et lorsqu'il se rétablit, il suit une formation d'avocat. Il rejoint la Fabian Society, et ses carrières juridiques et politiques se sont entremêlées, une grande partie de son travail consistait à défendre des travailleurs et, en 1912, il est nommé avocat permanent du Parti travailliste.
Il est investi par le York Labour Representation Committee pour se présenter comme candidat aux élections générales qui devraient avoir lieu en 1914 ou en 1915. La Fabian Society a accepté de financer sa campagne. York est un siège de deux députés qui a élu un député conservateur et un député libéral en 1910. Les partis libéral et travailliste se sont entendus pour ne présenter qu'un seul candidat chacun, contre deux conservateurs, ce qui aurait donné à Schloesser de bonnes chances de victoire. Cependant, en raison du déclenchement de la guerre en Europe, l'élection n'a pas lieu .
Il se présente sans succès aux élections générales de 1922 à Leeds Central, et est de nouveau battu lors d'une élection partielle en 1923 et lors des élections générales de décembre 1923. Il se méfie du socialisme et fonde ses campagnes sur ce qu'il décrit comme « l'économie médiévale », des principes tirés de sa foi religieuse anglo-catholique. Dans son livre de 1941 Judgment Reserved, il attribue sa défaite en 1922 aux éléments « laïcs et hébreux » de la circonscription qui n'aimaient pas la présence de moines parmi ses partisans. Baptisé anglican, il est officiellement reçu dans l'Église catholique romaine en 1946 .
Lorsque le premier gouvernement travailliste de Ramsay MacDonald entre en fonction en janvier 1924, Slesser est nommé solliciteur général. Il s'agit d'une nomination inhabituelle, car le poste n'a auparavant été offert qu'aux députés, et généralement uniquement à un conseiller du roi (la candidature de Slesser a été rejetée en 1922). Avant sa nomination le 24 janvier, il est fait conseiller du roi et chevalier.
Le gouvernement tombe en octobre 1924 et lors des élections générales de 1924, Slesser est élu député de Leeds Sud-Est. Il est réélu aux élections générales de 1929, lorsque Macdonald forme un deuxième gouvernement travailliste. Le nouveau Lord Chancelier propose à Slesser un poste de juge à la Cour d'appel, qu'il accepte.
Il prend sa retraite en tant que juge en 1940, pour raisons de santé, mais vit encore pendant près de quarante ans. Il est conseiller de comté dans le Devon et président du comité du parc national de Dartmoor.
Slesser est décédé le 3 décembre 1979, à l'âge de 96 ans. Sa femme Margaret, qu'il a épousée en 1910, est décédée plus tôt cette année-là.